# Julia Phillips
Julia Phillips (New York, 7 april 1944 – West Hollywood, 1 januari 2002), geboren als Julia Miller, was een Amerikaanse filmproducente. Ze vormde in de jaren 1970 een duo met haar echtgenoot Michael Phillips. In 1974 werd ze de eerste vrouw die de Oscar voor beste film in ontvangst mocht nemen.

## Biografie
Julia Phillips werd in 1944 geboren als Julia Miller, dochter van Tanya en Adolph Miller. Haar moeder was een schrijfster die verslaafd raakte aan medicijnen en haar vader was een scheikundig ingenieur die meewerkte aan de ontwikkeling van de atoombom. Ze groeide op in Brooklyn, Great Neck (New York) en Milwaukee en werd joods opgevoed.
In 1965 behaalde ze aan Mount Holyoke College een bachelordiploma in politieke wetenschappen. Een jaar later huwde ze met Michael Phillips, waarna ze de achternaam van haar echtgenoot aannam. Na haar studies werkte ze als redactrice voor het tijdschrift Ladies' Home Journal en als "story editor" voor Paramount Pictures in New York. Na een korte en onsuccesvolle carrière als beursmakelaar besloot haar echtgenoot om naar Californië te verhuizen en zijn kans te wagen als filmproducent.

## Filmcarrière
In 1972 kochten Julia en Michael Phillips samen met producent Tony Bill de rechten op het scenario The Sting, voor een totaalbedrag van 5.000 dollar. Het scenario werd in 1973 verfilmd als The Sting, met Paul Newman en Robert Redford als hoofdrolspelers. De komische misdaadfilm leverde de drie producenten de Oscar voor beste film op. Phillips werd zo de eerste vrouw die de prestigieuze Oscarcategorie wist te winnen. Enkele maanden later besloten Julia en Michael Phillips te scheiden.
In de daaropvolgende jaren werkten de twee nog samen aan Taxi Driver (1976) en Close Encounters of the Third Kind (1977). Tijdens de productie van die laatste film kwam het tot een conflict met zowel acteur François Truffaut, die haar bestempelde als incompetent en onprofessioneel, als cameraman Vilmos Zsigmond. Daarnaast kampte Phillips ook met een cocaïneverslaving. Tijdens post-productie werd ze door Columbia Pictures van het filmproject gehaald.
Nadien ging het door haar verslaving bergaf met haar filmcarrière. Ze verloor veel geld en bracht op een gegeven moment 30 dagen door in een verslavingskliniek in Rochester (Minnesota). In 1991 bracht ze haar memoires uit onder de titel You'll Never Eat Lunch in This Town Again. Het boek, waarin ze onder meer ophefmakende Hollywoodverhalen uit de doeken deed en de drugcultuur van de filmindustrie besprak, bereikte de hoogste plaats in de New York Times-bestsellerlijst. Door wat ze in het boek vertelde over onder meer David Geffen werd ze van de verfilming van Interview with the Vampire: The Vampire Chronicles (1994) gehaald.
In 1995 bracht ze met Driving Under the Affluence een tweede boek uit, over hoe het eerste boek haar leven veranderd had. In 2000 hielp ze de politieke journalist Matt Drudge ook met het schrijven van diens autobiografie Drudge Manifesto.
Phillips overleed op 1 januari 2002 ten gevolge van kanker. Ze werd 57 jaar.

## Filmografie
- Steelyard Blues (1973)
- The Sting (1973)
- Taxi Driver (1976)
- The Big Bus (1976)
- Close Encounters of the Third Kind (1977)
- The Beat (1988)
- The Boost (1988)
- Don't Tell Mom the Babysitter's Dead (1991)

## Prijzen en nominaties
| Prijs         | Categorie  | Film               | Resultaat   |
| ------------- | ---------- | ------------------ | ----------- |
| Academy Award | Beste film | The Sting (1973)   | Gewonnen    |
| Academy Award | Beste film | Taxi Driver (1976) | Genomineerd |